# 大學前車站 (滋賀縣)
大學前站（日语：／ Daigaku-mae eki */?）位於滋賀縣東近江市，是近江鐵道本線的鐵路車站。
站名來源於車站附近的琵琶湖學院大學。

## 歷史
- 1990年（平成2年）3月29日 - 開業[1]。
- 2010年（平成22年）10月16日 - 東近江市布引運動公園陸上競技場（日语：東近江市布引運動公園陸上競技場）建成，該站成為離競技場最近的車站。

## 使用情況
近年一日平均上車人次如下：（根據東近江市統計書）
| 年度   | 一日平均 上車人次 |
| ------ | ----------------- |
| 2002年 | 62                |
| 2003年 | 58                |
| 2004年 | 47                |
| 2005年 | 59                |
| 2006年 | 68                |
| 2007年 | 71                |
| 2008年 | 72                |
| 2009年 | 76                |
| 2010年 | 82                |
| 2011年 | 93                |
| 2012年 | 77                |
| 2013年 | 88                |
| 2014年 | 74                |
| 2015年 | 80                |
| 2016年 | 83                |

## 車站周邊
西側為並行的滋賀縣道13号彥根八日市甲西線。
周邊為田地和少量住宅地。
- 琵琶湖學院大學（日语：びわこ学院大学）

由於該校有開往近江八幡站的校車（用時18分鐘），因此該校學生少有利用該站進行通學。
- 東近江市布引運動公園陸上競技場（日语：東近江市布引運動公園陸上競技場）（布引運動公園内，步行15分鐘）
- 7-11 八日市布施店
- 布施公園（步行10分鐘）

## 相鄰車站
近江鐵道
■本線（水口、蒲生野線）
長谷野－大學前－京瓷前

## 脚注
1. 1 2  . 京都新聞（朝刊） (京都新聞社). 1990-03-30.
2. ↑  アクセスMAP （页面存档备份，存于） - びわこ学院大学

## 外部鏈接
- 大学前駅（近江鉄道） （页面存档备份，存于）